# Moutier-Rozeille
 Moutier-Rozeille  es una comuna   (municipio) de Francia, en la región de Lemosín, departamento de Creuse, en el distrito de Aubusson y cantón de Felletin.
Su población en el censo de 1999 era de 435 habitantes.
Está integrada en la Communauté de communes d’Aubusson-Felletin.

## Demografía
| 427 | 507 | 493 | 475 | 446 | 435 |
| Para los censos de 1962 a 1999 la población legal corresponde a la población sin duplicidades (Fuente: INSEE [Consultar]) |     |     |     |     |     |